# Aoide
Aoide of in het Latijn Aoede (Oudgrieks: Ἀοιδή, 'lied') was een van de drie originele Muzen, hoewel er later negen waren. Haar zusters waren Melete en Mneme. Zij was de muze van de zang en de muziek. Haar dienst zou in de alleroudste tijd door de Aloïden in Boeotië te zijn ingevoerd.